# Ciclisme als Jocs Olímpics d'estiu de 1988
Als Jocs Olímpics d'Estiu de 1988 celebrats a la ciutat de Seül (Corea del Sud) es disputaren 9 proves de ciclisme, set en categoria masculina i dues en categoria femenina. La competició es dividí entre 3 de ciclisme en ruta i 6 de ciclisme en pista, realitzant-se entre els dies 18 i 24 de setembre de 1988 al Velòdrom Olímpic de la ciutat coreana.
Hi participaren un total de 422 ciclistes, entre ells 358 homes i 64 dones, de 62 comitès nacionals diferents.

## Resum de medalles

### Ciclisme en ruta

#### Categoria masculina
| Prova                             | Or                                                        | Argent                                                                            | Bronze                                                            |
| Ruta individual Detalls           | Olaf Ludwig                                               | Bernd Gröne                                                                       | Christian Henn                                                    |
| Contrarellotge per equips Detalls | RDAJan Schur · Uwe Ampler · Mario Kummer · Maik Landsmann | PolòniaAndrzej Sypytkowski · Joachim Halupczok · Zenon Jaskuła · Marek Lesniewski | SuèciaMichel Lafis · Anders Jarl · Björn Johansson · Jan Karlsson |

#### Categoria femenina
| Prova                   | Or           | Argent        | Bronze          |
| Ruta individual Detalls | Monique Knol | Jutta Niehaus | Laima Zilporite |

### Ciclisme en pista

#### Categoria masculina
| Prova                             | Or | Argent                                                                              | Bronze                                                                                   |
| Quilòmetre contrarellotge Detalls | Aleksandr Kirichenko                                                                                            | Martin Vinnicombe                                                                   | Robert Lechner                                                                           |
| Velocitat individual Detalls      | Lutz Heßlich | Nikolay Kovsh                                                                       | Gary Neiwand                                                                             |
| Persecució individual Detalls     | Gintautas Umaras                                                                                                | Dean Woods                                                                          | Bernd Dittert                                                                            |
| Persecució per equips Detalls     | Unió SovièticaViatxeslav Iekímov · Artūras Kasputis · Dmitry Nelyubin · Gintautas Umaras · Mindaugas Umaras (q) | RDACarsten Wolf · Steffen Blochwitz · Roland Hennig · Dirk Meier · Uwe Preißler (q) | AustràliaDean Woods · Brett Dutton · Wayne McCarny · Stephen McGlede · Scott McGrory (q) |
| Cursa per punts Detalls           | Dan Frost | Leo Peelen                                                                          | Marat Ganéiev                                                                            |

#### Categoria femenina
| Prova                        | Or            | Argent         | Bronze       |
| Velocitat individual Detalls | Erika Salumäe | Christa Luding | Connie Young |

## Medaller
| Posició | País           | Or | Argent | Bronze | Total |
| 1       | Unió Soviètica | 4  | 1      | 2      | 7     |
| 2       | RDA            | 3  | 2      | 1      | 6     |
| 3       | Països Baixos  | 1  | 1      | 0      | 2     |
| 4       | Dinamarca      | 1  | 0      | 0      | 1     |
| 5       | Austràlia      | 0  | 2      | 2      | 4     |
| 5       | RFA            | 0  | 2      | 2      | 4     |
| 7       | Polònia        | 0  | 1      | 0      | 1     |
| 8       | Estats Units   | 0  | 0      | 1      | 1     |
| 8       | Suècia         | 0  | 0      | 1      | 1     |